# La pollera colorá
«La pollera colorá» es una cumbia considerada una de las canciones más emblemáticas de Colombia. Fue compuesta en versión instrumental por el clarinetista Juan Madera Castro: El cantante y compositor Wilson Choperena, actuando como letrista, a los pocos meses le agregó letra.

## Historia
La pollera colorá fue compuesta originalmente en versión instrumental en 1960 por Juan Bautista Madera Castro, clarinetista sinceano de la orquesta del músico Pedro Salcedo, cuyo cantante era Wilson Choperena, de Plato, Magdalena, y que tenía como base el bar Hawái de Barrancabermeja, Santander. 
La melodía, inspirada en Mirna Pineda, alias " La morena maravillosa", y convertida en gran éxito en el puerto petrolero, se interpretó sin letra durante varios meses, al cabo de los cuales Choperena le puso letra con el permiso de Madera.
A mediados de 1960 se hizo una grabación rudimentaria de La pollera colorá (Se escribe así porque el apóstofe reemplaza a la letra D) en Radio Pipatón; posteriormente se grabó otra versión en un estudio de Medellín con la intención de que fuera un éxito en las Fiestas del Petróleo que se desarrollan en agosto en Barrancabermeja. La grabación tomó unas 5 horas.
Después de las fiestas, el director Salcedo, quien no creía en el tema, viajó en 1961 a grabar en Barranquilla cinco canciones de su autoría con el sello Tropical, con Choperena como cantante y Madera en el clarinete. Entre los cinco temas no estaba La pollera colorá, sin embargo, Salcedo se decidió a grabarla por sugerencia de Madera ya que uno de sus temas no había gustado al técnico de grabación, y solicitaba cambiarlo, pero Salcedo no tenía más canciones propias. Esta sería la versión definitiva que le dio la vuelta al mundo, grabada en acetato en un disco de 78 RPM.

## Controversia por la autoría
La pollera colorá fue registrada ante el notario primero del Circuito de Barrancabermeja, el 24 de octubre de 1962, por Wilson Choperena en calidad de autor de la letra, y Juan Bautista Madera Castro como autor de la música.
En junio de 2000, Madera denunció que le habían sido desconocidos sus derechos materiales, morales y económicos sobre la canción. Como prueba, presentó contratos que firmó Choperena con casas disqueras de Colombia y el exterior, como Sonolux en octubre de 1971, y Sono Inter en junio de 1996, en los que cedió y transfirió, total e ilimitadamente, todos los derechos patrimoniales sobre el tema.
Como consecuencia, en enero de 2010 Wilson Choperena fue condenado por el Juzgado 24 Penal del Circuito a 24 meses de prisión y a pagar una multa de más de COP $10 millones por el delito de defraudación a los derechos patrimoniales de autor. El abogado defensor apeló, pero el Tribunal Superior de Bogotá ratificó la sentencia en junio del mismo año.
Una de las pruebas aportadas fue un certificado expedido en 1999 por el gerente de Sayco, en el que consta que Juan Bautista Madera posee el 50% de los derechos de la obra como compositor, Wilson Choperena el 25% como autor y Sono Inter con el 25% como editor de la pieza musical, y que Madera y Choperena son coautores de la obra.

## En la cultura popular
Esta cumbia ganó una significativa popularidad, volviéndose una canción icónica y clásica del folklore colombiano y latinoamericano, llegando al punto de ser cantada por Bart Simpson, de la serie animada de Fox Los Simpsons en doblaje en español americano
(Capítulo 11, temporada 3).